# Забруднення атмосферного повітря в Україні

Викиди шкідливих речовин в атмосферне повітря у 2009 році

Основним забруднювачем атмосферного повітря в Україні є промисловість: вона робить майже вдвічі більше шкідливих викидів, ніж автотранспорт (відповідно 65 і 35 %).
Серед промислових об'єктів основними забруднювачами атмосферного повітря є підприємства теплоенергетики (близько 28 % усіх шкідливих викидів у атмосферу). Загалом, на рахунок енергетичної, металургійної та вугільної промисловості можна віднести відповідно 33, 25 і 23 % усіх забруднюючих речовин, що викидаються в атмосферу, підприємств хімічної та нафтохімічної промисловості — 3 %. Найбільша частка викидів припадає на Донецько-Придніпровський регіон — 79 % загального обсягу викидів у країні.

## Забруднення атмосфери у 2011 році
Нижче наведено забруднення атмосфери у 2011 році згідно даних Центральної геофізичної обсерваторії (ЦГО) Міністерства з надзвичайних ситуацій 
| № з/п | Місто            | Область, у якій розташоване місто | Індекс забруднення атмосфери | Рівень забруднення повітря |
| 1     | Маріуполь        | Донецька                          | 16,5                         | дуже високий               |
| 2     | Ужгород          | Закарпатська                      | 14,4                         | дуже високий               |
| 3     | Горлівка         | Донецька                          | 14,3                         | дуже високий               |
| 4     | Одеса            | Одеська                           | 14,3                         | дуже високий               |
| 5     | Рівне            | Рівненська                        | 14,2                         | дуже високий               |
| 6     | Слов'янськ       | Донецька                          | 13,9                         | високий                    |
| 7     | Запоріжжя        | Запорізька                        | 12,9                         | високий                    |
| 8     | Макіївка         | Донецька                          | 12,8                         | високий                    |
| 9     | Донецьк          | Донецька                          | 12,8                         | високий                    |
| 10    | Лисичанськ       | Луганська                         | 12,4                         | високий                    |
| 11    | Кам'янське       | Дніпропетровська                  | 12,1                         | високий                    |
| 12    | Армянськ         | АР Крим                           | 12,1                         | високий                    |
| 13    | Красноперекопськ | АР Крим                           | 11,5                         | високий                    |
| 14    | Дніпропетровськ  | Дніпропетровська                  | 11,4                         | високий                    |
| 15    | Кривий Ріг       | Дніпропетровська                  | 11,2                         | високий                    |
| 16    | Рубіжне          | Луганська                         | 11                           | високий                    |
| 17    | Краматорськ      | Донецька                          | 10,8                         | високий                    |
| 18    | Луганськ         | Луганська                         | 10,3                         | високий                    |
| 19    | Торецьк          | Донецька                          | 10,2                         | високий                    |
| 20    | Єнакієве         | Донецька                          | 10,2                         | високий                    |
| 21    | Сєверодонецьк    | Луганська                         | 10,1                         | високий                    |
| 22    | Миколаїв         | Миколаївська                      | 9,2                          | високий                    |
| 23    | Луцьк            | Волинська                         | 8,6                          | високий                    |
| 24    | Ялта             | АР Крим                           | 7,8                          | високий                    |
| 25    | Алчевськ         | Луганська                         | 6,9                          | підвищений                 |
| 26    | Київ             | Київська                          | 6,8                          | підвищений                 |
| 27    | Херсон           | Херсонська                        | 6,3                          | підвищений                 |
| 28    | Черкаси          | Черкаська                         | 5,9                          | підвищений                 |
| 29    | Львів            | Львівська                         | 5,6                          | підвищений                 |
| 30    | Світловодськ     | Кіровоградська                    | 5,4                          | підвищений                 |
| 31    | Суми             | Сумська                           | 5,4                          | підвищений                 |
| 32    | Кропивницький    | Кіровоградська                    | 5,3                          | підвищений                 |
| 33    | Хмельницький     | Хмельницька                       | 5,2                          | підвищений                 |
| 34    | Кременчук        | Полтавська                        | 4,9                          | низький                    |
| 35    | Чернівці         | Чернівецька                       | 4,8                          | низький                    |
| 36    | Вінниця          | Вінницька                         | 4,5                          | низький                    |
| 37    | Полтава          | Полтавська                        | 4,4                          | низький                    |
| 38    | Житомир          | Житомирська                       | 4,2                          | низький                    |
| 39    | Керч             | АР Крим                           | 4,2                          | низький                    |
| 40    | Тернопіль        | Тернопільська                     | 3,9                          | низький                    |
| 41    | Севастополь      | АР Крим                           | 3,8                          | низький                    |
| 42    | Харків           | Харківська                        | 3,6                          | низький                    |
| 43    | Сімферополь      | АР Крим                           | 3,6                          | низький                    |
| 44    | Ізмаїл           | Одеська                           | 3,5                          | низький                    |
| 45    | Біла Церква      | Київська                          | 3,5                          | низький                    |
| 46    | Олександрія      | Кіровоградська                    | 3,4                          | низький                    |
| 47    | Івано-Франківськ | Івано-Франківська                 | 3,4                          | низький                    |
| 48    | Українка         | Київська                          | 3,1                          | низький                    |
| 49    | Чернігів         | Чернігівська                      | 3,1                          | низький                    |
| 50    | Бровари          | Київська                          | 2,9                          | низький                    |
| 51    | Обухів           | Київська                          | 2,9                          | низький                    |
| 52    | Григорівка       | Київська                          | 2,6                          | низький                    |
| 53    | Комсомольськ     | Полтавська                        | 2,5                          | низький або дуже низький   |

## Забруднення атмосфери у 2014 році (І півріччя)
Нижче наведено забруднення атмосфери у І півріччі 2014 року згідно даних Центральної геофізичної обсерваторії (ЦГО) Міністерства з надзвичайних ситуацій.
| № з/п | Місто            | Область, у якій розташоване місто | Індекс забруднення атмосфери | Рівень забруднення повітря |
| ----- | ---------------- | --------------------------------- | ---------------------------- | -------------------------- |
| 1     | Красноперекопськ | АР Крим                           | 16,5                         | дуже високий               |
| 2     | Одеса            | Одеська                           | 14,1                         | дуже високий               |
| 3     | Дніпродзержинськ | Дніпропетровська                  | 13,4                         | високий                    |
| 4     | Донецьк          | Донецька                          | 12,6                         | високий                    |
| 5     | Маріуполь        | Донецька                          | 11,5                         | високий                    |
| 6     | Слов'янськ       | Донецька                          | 11,0                         | високий                    |
| 7     | Дніпро           | Дніпропетровська                  | 10,7                         | високий                    |
| 8     | Макіївка         | Донецька                          | 10,5                         | високий                    |
| 9     | Торецьк          | Донецька                          | 9,7                          | високий                    |
| 10    | Армянськ         | АР Крим                           | 9,4                          | високий                    |
| 11    | Миколаїв         | Миколаївська                      | 9,2                          | високий                    |
| 12    | Лисичанськ       | Луганська                         | 9,1                          | високий                    |
| 13    | Київ             | Київська                          | 9,0                          | високий                    |
| 14    | Луганськ         | Луганська                         | 9,0                          | високий                    |
| 15    | Кривий Ріг       | Дніпропетровська                  | 8,9                          | високий                    |
| 16    | Ялта             | АР Крим                           | 8,9                          | високий                    |
| 17    | Краматорськ      | Донецька                          | 8,6                          | високий                    |
| 18    | Горлівка         | Донецька                          | 8,5                          | високий                    |
| 19    | Єнакієве         | Донецька                          | 8,5                          | високий                    |
| 20    | Запоріжжя        | Запорізька                        | 8,4                          | високий                    |
| 21    | Херсон           | Херсонська                        | 8,2                          | високий                    |
| 22    | Рівне            | Рівненська                        | 7,9                          | високий                    |
| 23    | Луцьк            | Волинська                         | 7,5                          | високий                    |
| 24    | Рубіжне          | Луганська                         | 7,4                          | високий                    |
| 25    | Ужгород          | Закарпатська                      | 6,5                          | підвищений                 |
| 26    | Сєверодонецьк    | Луганська                         | 6,4                          | підвищений                 |
| 27    | Черкаси          | Черкаська                         | 6,2                          | підвищений                 |
| 28    | Алчевськ         | Луганська                         | 5,8                          | підвищений                 |
| 29    | Львів            | Львівська                         | 5,6                          | підвищений                 |
| 30    | Чернівці         | Чернівецька                       | 5,4                          | підвищений                 |
| 31    | Кременчук        | Полтавська                        | 5,0                          | підвищений або низький     |
| 32    | Суми             | Сумська                           | 5,0                          | підвищений або низький     |
| 33    | Кропивницький    | Кіровоградська                    | 4,8                          | низький                    |
| 34    | Хмельницький     | Хмельницька                       | 4,7                          | низький                    |
| 35    | Керч             | АР Крим                           | 4,5                          | низький                    |
| 36    | Сімферополь      | АР Крим                           | 4,5                          | низький                    |
| 37    | Житомир          | Житомирська                       | 3,9                          | низький                    |
| 38    | Полтава          | Полтавська                        | 3,8                          | низький                    |
| 39    | Вінниця          | Вінницька                         | 3,8                          | низький                    |
| 40    | Севастополь      | АР Крим                           | 3,7                          | низький                    |
| 41    | Біла Церква      | Київська                          | 3,6                          | низький                    |
| 42    | Ізмаіл           | Одеська                           | 3,6                          | низький                    |
| 43    | Тернопіль        | Тернопільська                     | 3,6                          | низький                    |
| 44    | Світловодськ     | Кіровоградська                    | 3,4                          | низький                    |
| 45    | Олександрія      | Кіровоградська                    | 3,3                          | низький                    |
| 46    | Івано-Франківськ | Івано-Франківська                 | 3,2                          | низький                    |
| 47    | Харків           | Харківська                        | 2,9                          | низький                    |
| 48    | Обухів           | Київська                          | 2,8                          | низький                    |
| 49    | Українка         | Київська                          | 2,8                          | низький                    |
| 50    | Бровари          | Київська                          | 2,6                          | низький                    |
| 51    | Чернігів         | Чернігівська                      | 2,6                          | низький                    |
| 52    | Григорівка       | Київська                          | 2,3                          | дуже низький               |
| 53    | Комсомольск      | Полтавська                        | 2,3                          | дуже низький               |

## Викиди забруднюючих речовин (1990-2019)
Нижче наведені викиди забруднюючих речовин та діоксиду вуглецю в атмосферне повітря за період 1990-2019 роки за даними Держстату України.
| Рік  | Обсяги викидів забруднюючих речовин | Обсяги викидів забруднюючих речовин | Обсяги викидів забруднюючих речовин | Крім того, викиди діоксиду вуглецю | Крім того, викиди діоксиду вуглецю | Крім того, викиди діоксиду вуглецю |
| Рік  | усього, тис.т                       | у тому числі                        | у тому числі                        | усього, млн.т                      | у тому числі                       | у тому числі                       |
| Рік  | усього, тис.т                       | стаціонарними джерелами             | пересувними джерелами               | усього, млн.т                      | стаціонарними джерелами            | пересувними джерелами              |
| 1990 | 15549,4                             | 9439,1                              | 6110,3                              | ...                                | ...                                | ...                                |
| 1991 | 14315,4                             | 8774,6                              | 5540,8                              | ...                                | ...                                | ...                                |
| 1992 | 12269,7                             | 8632,9                              | 3636,8                              | ...                                | ...                                | ...                                |
| 1993 | 10015,0                             | 7308,3                              | 2706,7                              | ...                                | ...                                | ...                                |
| 1994 | 8347,4                              | 6201,4                              | 2146,0                              | ...                                | ...                                | ...                                |
| 1995 | 7483,5                              | 5687,0                              | 1796,5                              | ...                                | ...                                | ...                                |
| 1996 | 6342,3                              | 4763,8                              | 1578,5                              | ...                                | ...                                | ...                                |
| 1997 | 5966,2                              | 4533,2                              | 1433,0                              | ...                                | ...                                | ...                                |
| 1998 | 6040,8                              | 4156,3                              | 1884,5                              | ...                                | ...                                | ...                                |
| 1999 | 5853,4                              | 4106,4                              | 1747,0                              | ...                                | ...                                | ...                                |
| 2000 | 5908,6                              | 3959,4                              | 1949,2                              | ...                                | ...                                | ...                                |
| 2001 | 6049,5                              | 4054,8                              | 1994,7                              | ...                                | ...                                | ...                                |
| 2002 | 6101,9                              | 4075,0                              | 2026,9                              | ...                                | ...                                | ...                                |
| 2003 | 6191,3                              | 4087,8                              | 2103,5                              | ...                                | ...                                | ...                                |
| 2004 | 6325,9                              | 4151,9                              | 2174,0                              | 126,9                              | 126,9                              | ...                                |
| 2005 | 6615,6                              | 4464,1                              | 2151,5                              | 152,0                              | 152,0                              | ...                                |
| 2006 | 7027,6                              | 4822,2                              | 2205,4                              | 178,8                              | 178,8                              | ...                                |
| 2007 | 7380,0                              | 4813,3                              | 2566,7                              | 218,1                              | 184,0                              | 34,1                               |
| 2008 | 7210,3                              | 4524,9                              | 2685,4                              | 209,4                              | 174,2                              | 35,2                               |
| 2009 | 6442,9                              | 3928,1                              | 2514,8                              | 185,2                              | 152,8                              | 32,4                               |
| 2010 | 6678,0                              | 4131,6                              | 2546,4                              | 198,2                              | 165,0                              | 33,2                               |
| 2011 | 6877,3                              | 4374,6                              | 2502,7                              | 236,0                              | 202,2                              | 33,8                               |
| 2012 | 6821,1                              | 4335,3                              | 2485,8                              | 232,0                              | 198,2                              | 33,8                               |
| 2013 | 6719,8                              | 4295,1                              | 2424,7                              | 230,7                              | 197,6                              | 33,1                               |
| 2014 | 5346,2                              | 3350,0                              | 1996,2                              | 194,7                              | 166,9                              | 27,8                               |
| 2015 | 4521,3                              | 2857,4                              | 1663,9                              | 162,0                              | 138,9                              | 23,1                               |
| 2016 | 4686,6                              | 3078,1                              | 1608,5                              | 150,6                              | 150,6                              | …                                  |
| 2017 | 4230,6                              | 2584,9                              | 1645,7                              | 124,2                              | 124,2                              | …                                  |
| 2018 | 4121,2                              | 2508,3                              | 1612,9                              | 126,4                              | 126,4                              | …                                  |
| 2019 | 4119,0                              | 2459,5                              | 1659,5                              | 121,3                              | 121,3                              | …                                  |

1. 1 2  За 1990-2002 рр. відображаються дані по автомобільному транспорту; з 2003 р. – по автомобільному, залізничному, авіаційному, водному транспорту; з 2007 р. – по автомобільному, залізничному, авіаційному, водному транспорту та виробничій техніці, з 2016 р. – по автомобільному транспорту, 2019 р.-попередні дані.
2. 1 2 3 4 5 6  Без урахування тимчасово окупованої території Автономної Республіки Крим, м. Севастополя та частини тимчасово окупованих територій у Донецькій та Луганській областях.